# Tytroca disparella
Tytroca disparella là một loài bướm đêm trong họ Erebidae.